# Potnia granadensis
Potnia granadensis är en insektsart som beskrevs av Leon Fairmaire. Potnia granadensis ingår i släktet Potnia och familjen hornstritar. Inga underarter finns listade i Catalogue of Life.